# The Last Temptation (álbum de Ja Rule)
The Last Temptation es el cuarto álbum del rapero Ja Rule, lanzado en 2003. El álbum contiene los éxitos "Thug Lovin'" (con Bobby Brown) y "Mesmerize" (con Ashanti).

## Lista de canciones
1. Intro (0:20)
2. Thug Lovin' (con Bobby Brown) #42 US, #15 UK (4:50)
3. Mesmerize (con Ashanti) #2 US, #12 UK (4:38)
4. Pop Niggas (4:29)
5. The Pledge [Remix] (3:54)
6. Murder Reigns #9 UK (4:02)
7. The Last Temptation (4:58)
8. Murder Me (5:15)
9. The Warning (5:05)
10. Connected (4:54)
11. Emerica (5:16)
12. Rock Star (4:58)
13. Destiny (Outro) (2:07)

- Datos: Q843079